# Föreningen för kvinnans politiska rösträtt i Haparanda
Föreningen för kvinnans politiska rösträtt i Haparanda, även kallad Haparandaföreningen för kvinnans politiska rösträtt, var Haparandas lokalförening inom Landsföreningen för kvinnans politiska rösträtt (LKPR). Föreningen bildades 12 augusti 1907 och var verksam lokalt i Haparanda för införandet av kvinnors rösträtt i Sverige.

## Historik
Bland aktiviteterna fanns föredrag, samkväm, insamling av medel och förhandlingar om samarbete med andra organisationer. 
1908 rapporterades: 
"styrelsesammanträden, 2 föreningsmöten samt 1 diskussionsmöte hava hållits under året; dessutom har föredrag av d:r Gulli Petrini anordnats. Föreningen har beställt ett vandringsbibliotek".
Fördraget av Ella Billing 1913 beskrivs som något av ett genombrott i Haparanda - "Det var så tyst i salen, man andades knappt, och ehuru hon talade väl fem kvarts timme, tyckte man hon slutade alldeles för tidigt [...] Flera nya medlemmar antecknades efter föredraget, och nu talas och diskuteras rösträtt i varje hem i staden." 
Vid årsmötet 1916 beslöt föreningen att stödja kvinnliga kandidater till fullmäktigevalet, "fröken Mia Grape och fru M. Green".
Under årsmötet 1918 gav föreningen sitt stöd till pacifismen med anledning av kriget: "Haparanda F. K. F. R:s årsmöte upptogs huvudsakligast av fredsfrågan samt öppnades av ordföranden, fröken Mia Grape, med ett gripande anförande om de stora händelserna i världen. Fru Hilda Bucht höll därpå ett sakligt och varmhjärtat föredrag om fredsfrågan såsom inledning till en diskussion om vad F. K. P. B. skulle kunna göra för saken. Hon påpekade, huru tänkesätt, uppfostran, läroböcker, allt syftade till kriget och ingav tanken att krig alltid måste finnas och hur vi måste vilja en annan syn på saken, för att fredstron skall få rot i sinnena i krigstrons ställe. Vi här i Haparanda, som sett mer med egna ögon av krigets följder än man gjort på många andra håll i Sverige, borde särskilt vara besjälade av en stark fredsvilja. [...] Efter den diskussion, som nu följde, enades föreningen om att ansluta sig till det av de kvinnliga fredsorganisationernas samarbetskommitté antagna programmet."
Kvinnlig rösträtt accepterades av riksdagen 1919 och genomfördes 1921, vilket medförde att både landsföreningen och alla dess lokalföreningar upphörde mellan 1919 och 1921.

## Ordförande
- Mia Grape, 1907-1912
- Ottilia Nordlander, 1912-1913
- Mia Grape, 1913-1921